# ひらしま型掃海艇
ひらしま型掃海艇（ひらしまがたそうかいてい、英語: Hirashima-class minesweeper）は、海上自衛隊の中型掃海艇（Mine Sweeper Coastal, MSC）の艦級。ネームシップの建造単価は175億円であった。
ホーミング機雷に対抗するため、優れた機雷探知能力を有する新型の水中航走式機雷掃討具を採用している。平成20年度よりFRP船体のえのしま型へ建造が移行したため調達は3隻で打ち切られた。このため、3番艇の「たかしま」は最後の木造船体の掃海艇となる見通しである。

## 来歴
1991年の自衛隊ペルシャ湾派遣の教訓から、特に機雷掃討に関する能力向上のため、海上自衛隊では、1994年（平成6年）度計画以降の建造艇について、イギリス海軍のサンダウン級に範を取ったすがしま型（07MSC）とした。しかしサンダウン級は基本的に掃海能力をもたない機雷掃討専用艇であるのに対し、日本周辺海域は、機雷掃討には適さない泥質の海底が多く、掃海能力の放棄は許容できなかった。このことから、同級にもオーストラリア製のDYAD感応掃海具による掃海能力が付与されているが、磁気管理の問題から、常時搭載ではなく、必要に応じて洋上で母艦などから受け取る方式とされたため、運用上制約が大きく、また機動性にも制約を与えるものであった。
このことから、掃海具の自艇搭載を実現するとともに、すがしま型に装備された海外製の機雷掃討システムと同等の性能を備えた国産システムを搭載した新型掃海艇として建造されたのが本級である。

## 設計
船体設計は、おおむねうわじま型に類似したものに戻っており、船型は長船首楼型、船体形状も角型とされている。使用樹種はうわじま型（63MSC）で確立された手法を踏襲して、下記のようになっている。
- ベイマツ - キール・スケグ、船底縦通材、チャイン材、フレーム、外板・甲板
- ケヤキ - キール摩材
- タモ - 合板

主機関としては、62MSC（はつしま型改2型）で採用された6NMU級の非磁性ディーゼルエンジンが踏襲されたが、出力は1,100馬力に増強された。また、自走VDSといえるS-10の採用に伴い、これと長時間低速で並走することを想定して、すがしま型で採用された補助電気推進装置の出力を増強している。これにより、同型では掃討時に限られた電気推進を、掃海時（掃海具曳航時）にも使用できるようになった。また、すがしま型と同様、艇首部に水噴射式バウ・スラスターを、艇尾部にはプロペラ＋シリング舵を備えている。これらは自動操艦装置によって制御され、掃海時の航路保持・掃討時の定点保持で求められる精密な操艦を実現している。
本型では統合化電源方式が採用されており、磁気掃海時の電源とその他装備の電源を統一して主発電機（S6Y-NMS2T×4基）とし、掃海発電機を省いている。このため電源ノイズ対策として、掃海電源は分離母線によって汎用負荷と切り離されている。また主発電機は、すがしま型では主船体内の容積不足から船楼内配置とされていたのに対し、本型では、後部甲板面積確保のため、二重防振を施したうえで主船体内に配置されている。

## 装備
本型は、全体に刷新された対機雷戦システムが搭載されている。また水中処分員の再圧タンクもこれまでの一人用から二人用に変更されている。

### C4ISTAR
本型の対機雷戦システムの中核となるのがOYQ-201掃海艇情報処理装置（Mine Countermeasures Data System: MCDS）である。これはすがしま型で搭載されたイギリス製のNAUTIS-Mに範をとって、一部を除き国産化されたものであり、S-10操作用コンソール、機雷探知機用コンソール、CIC指揮官用コンソール、艦橋コンソール、および司令部CICコンソールにより構成されている。S-10等の武器管制機能のほか、航海情報管理、また対機雷戦計画・評価支援機能を備えている。
機雷探知機としてはZQS-4が搭載される。すがしま型では可変深度式の2093型が採用されたが、本型では従来通りの船底装備式とされた。これは水中航走式機雷掃討具S-10が機雷探知機としての機能を備え、探知最適深度で運用されるために海面付近の比較的浅い部分が死角となりやすいことから、これを補完して運用するためのものであった。また作戦海域海底の事前調査用としてはサイドスキャン・ソナー4型が搭載される。うわじま型で搭載された2型と比べて、クライン5500の採用によってマルチビーム化したことで、より高速（倍以上）での捜索を可能としている。

### 機雷掃討
掃討具としては、新規開発された水中航走式機雷掃討具S-10を搭載している。これは従来の機雷探知機・可変深度ソナー・機雷処分具の機能を兼ね備えて、探知・類別・処分の全工程を実施できる自己完結型システムとなっており、アメリカのMk.60 CAPTORや旧ソ連のPMT-1などホーミング機雷に対して、その攻撃範囲外からの処分を可能としている。

### 機雷掃海

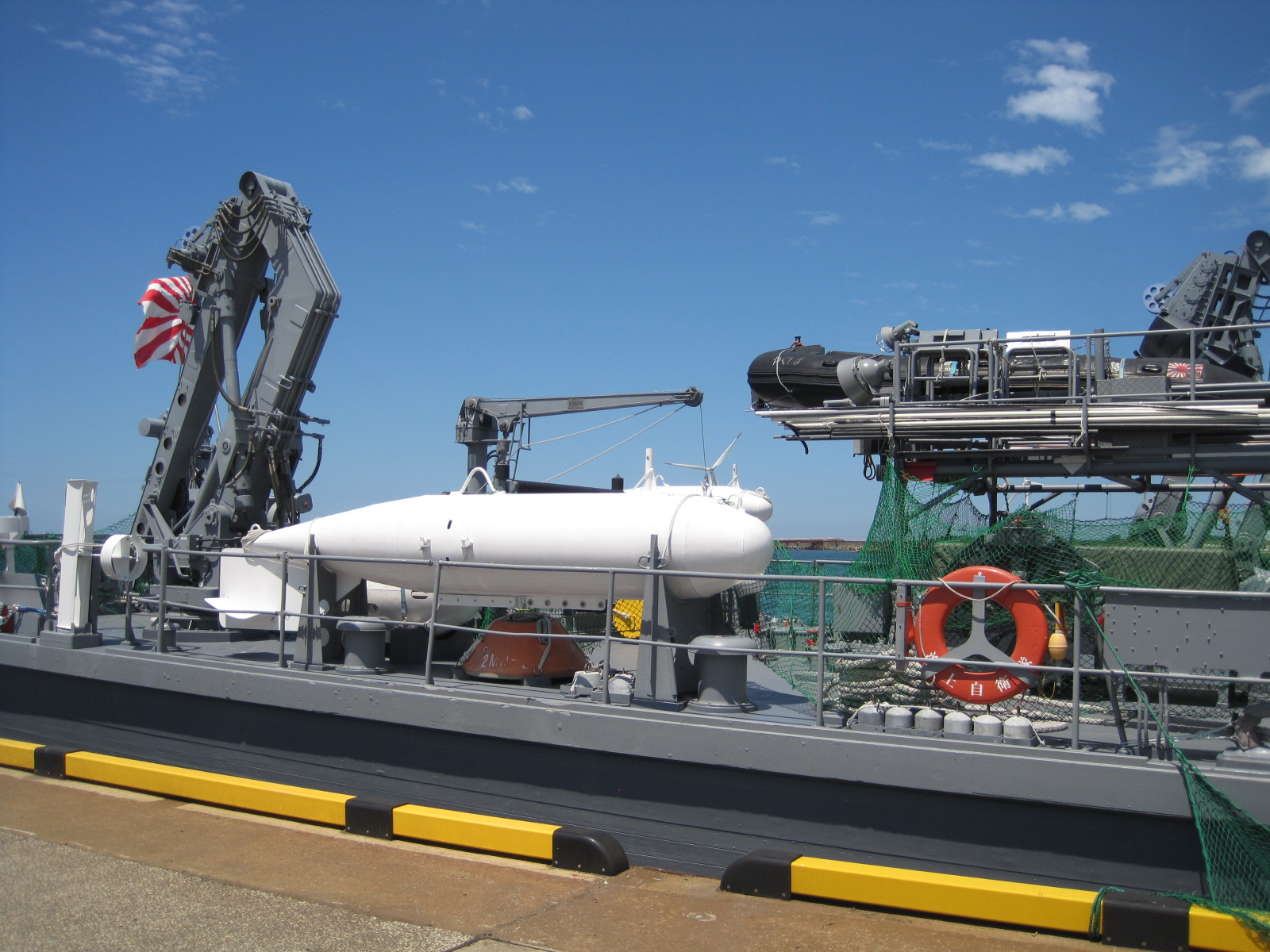
やくしまに搭載されている小型係維掃海具1型

係維掃海具
海上自衛隊の中型掃海艇（MSC）では、戦後初の国産艇である昭和28年度計画艇（あただ型・「やしろ」）以後、長年にわたって53式普通掃海具（O型）を搭載してきた。しかし本型では、51年ぶりの新型機として小型係維掃海具1型が搭載される。これは53式O型の浅深度掃海性能を落とさずに軽量化・省力化したものである。
係維索の切断手法としては従来の歯型カッターにかえて爆破型カッターを採用して低速域での切断能力を向上し、また展開器を吊下する曳航浮標にはGPSを搭載して、MCDSと連動することで掃海海面の把握を可能にしている。
感応掃海具
感応機雷に対する掃海具としては、従来の磁気掃海具と音響掃海具を統合した感応掃海具1型が搭載される。その信号モードとしては、従来通りのMSM（マイン・セッティング・モード: 機雷の調定感度等を推定して、それに適合させた信号を流す）に加えて、TEM（ターゲット・エミュレーション・モード: 艦船の磁気・音響シグネチャーを模倣した信号を流す）が実装された。
ただしTEM機能については、予算等の事情から1番艇では後日装備となり、2番艇以降の搭載となっている。

## 同型艇
| 艦記号/番号 計画年度/建造番号  | 艦名     | 建造                        | 起工                        | 進水                        | 竣工                        | 所属                              |
| ------------------------------ | -------- | --------------------------- | --------------------------- | --------------------------- | --------------------------- | --------------------------------- |
| MSC-601 平成16年度計画 393号艇 | ひらしま | ユニバーサル造船 京浜事業所 | 2005年 （平成17年） 5月17日 | 2006年 （平成18年） 9月27日 | 2008年 （平成20年） 3月11日 | 掃海隊群 第2掃海隊 （佐世保基地） |
| MSC-602 平成17年度計画 394号艇 | やくしま | ユニバーサル造船 京浜事業所 | 2006年 （平成18年） 5月17日 | 2007年 （平成19年） 9月26日 | 2009年 （平成21年） 3月6日  | 掃海隊群 第2掃海隊 （佐世保基地） |
| MSC-603 平成18年度計画 395号艇 | たかしま | ユニバーサル造船 京浜事業所 | 2007年 （平成19年） 5月10日 | 2008年 （平成20年） 9月29日 | 2010年 （平成22年） 2月26日 | 掃海隊群 第2掃海隊 （佐世保基地） |